# تشيبينغ بارنيت (دائرة انتخابية في المملكة المتحدة)
تشيبينغ بارنيت (بالإنجليزية: Chipping Barnet)‏ هي إحدى الدوائر الانتخابية في المملكة المتحدة الممثلة في مجلس العموم في برلمان المملكة المتحدة.
عضو البرلمان الذي يمثلها حالياً هو :Mrs Theresa Villiers (Con).